# 趙崇韜
趙崇韜（?—?），開封人，一说并州太原人。後蜀軍事人物。
後蜀中書令趙廷隱之子，趙崇韬骁果有父风。孟昶设立殿直四番，以将门及死事孤子担任，始命李仁罕子李继宏、赵季良子赵元振、张知业子张继昭、侯洪实子侯令钦及赵崇韬，分为都知，以领四番。后官至客省使。周世宗克秦州、凤州，将入蜀境，为赵崇韬拒退。官至左右卫圣步军都指挥使。其子趙文亮尚公主。加领洋州武定军节度使、山南武定缘边诸砦都指挥副使。汉源之战，策马先登，蜀军败后，击杀十数人。乾德二年（964年），至汴京。宋軍兵逼成都，孟昶命王昭遠為行營都統，趙崇韜為都監。趙崇韜率軍屯駐利州（今四川廣元市）。劍門之戰後，为宋师所擒，隨孟昶降宋。

## 子
- 趙文亮，尚孟昶女。